# Łaski (Jasło)
Pour les articles homonymes, voir Łaski.
Łaski est une localité polonaise de la gmina et du powiat de Jasło en voïvodie des Basses-Carpates.